# Harry Allen (Musiker)

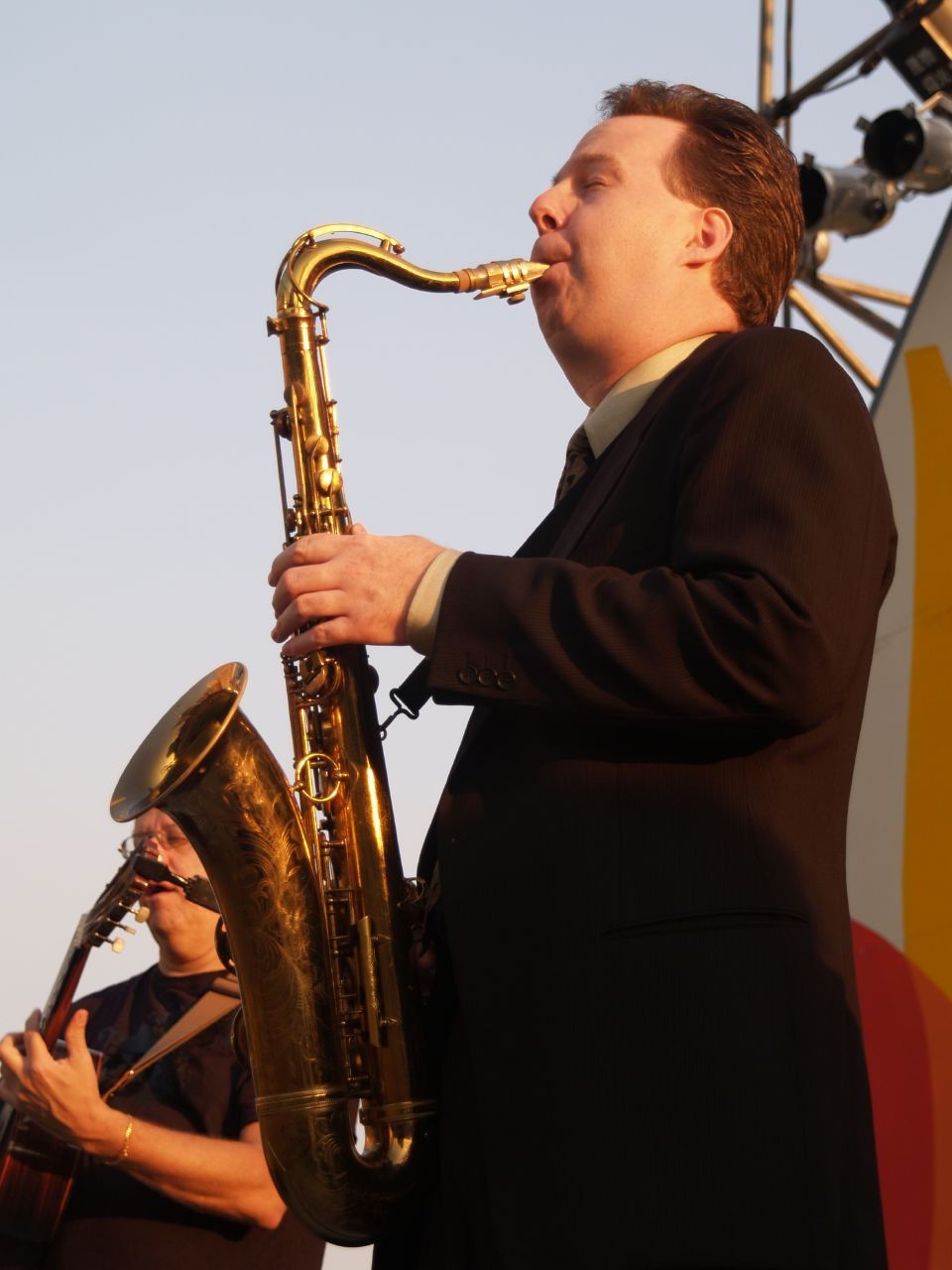
Harry Allen (Foto: 2006)

Harry Allen (* 12. Oktober 1966 in Washington, D.C.) ist ein US-amerikanischer Tenorsaxophonist des Mainstream Jazz.

## Leben und Wirken
Harry Allens Vater war ein Big-Band-Schlagzeuger; er wuchs in Los Angeles und Burrillville in Rhode Island auf und trat schon mit 16 Jahren professionell auf. Er studierte an der Rutgers University, wo er 1988 seinen Bachelor-Abschluss erwarb. Danach ließ er sich in New York nieder, wo er zunächst in einem Quartett mit dem Gitarristen Joe Cohn spielte (mit Joel Forbes am Bass, Chuck Riggs am Schlagzeug). Daneben arbeitete er auch mit dem Gitarristen John Pizzarelli, dessen Vater Bucky Pizzarelli, dem Saxophonisten Scott Hamilton, den Pianisten Keith Ingham, George Wein und John Colianni, sowie mit Jeff Hamilton, Butch Miles (Cookin’, 1995), Warren Vaché und Mike Karn. Außerdem arbeitete er mit Jazzgrößen wie Flip Phillips, Sweets Edison, Ruby Braff, Lionel Hampton, Clark Terry, Frank Wess, Hank Jones, Ray Brown, Kenny Burrell, Rosemary Clooney, Gus Johnson, Terry Gibbs. Er tourt regelmäßig auch außerhalb der USA in Europa und Japan.
Drei seiner über 30 CDs gewannen den Gold Disc Award des japanischen Swing Journal. Weiterhin nahm er auch u. a. mit Tony Bennett, Johnny Mandel, Sheryl Crow, Kenny Barron, George Mraz, Tommy Flanagan oder Jake Hanna auf.
Er ist im Film „Out of Towners“ (Schlaflos in New York) von 1999 (mit Steve Martin, Goldie Hawn) im Soundtrack im Johnny Pizzarelli Trio zu hören („That Old Black Magic“) und in einem Cameo-Auftritt zu sehen.

## Lexikalischer Eintrag
- Leonard Feather, Ira Gitler: The Biographical Encyclopedia of Jazz. Oxford University Press, New York 1999, ISBN 0-19-532000-X.